# Ralph Allen (Unternehmer)

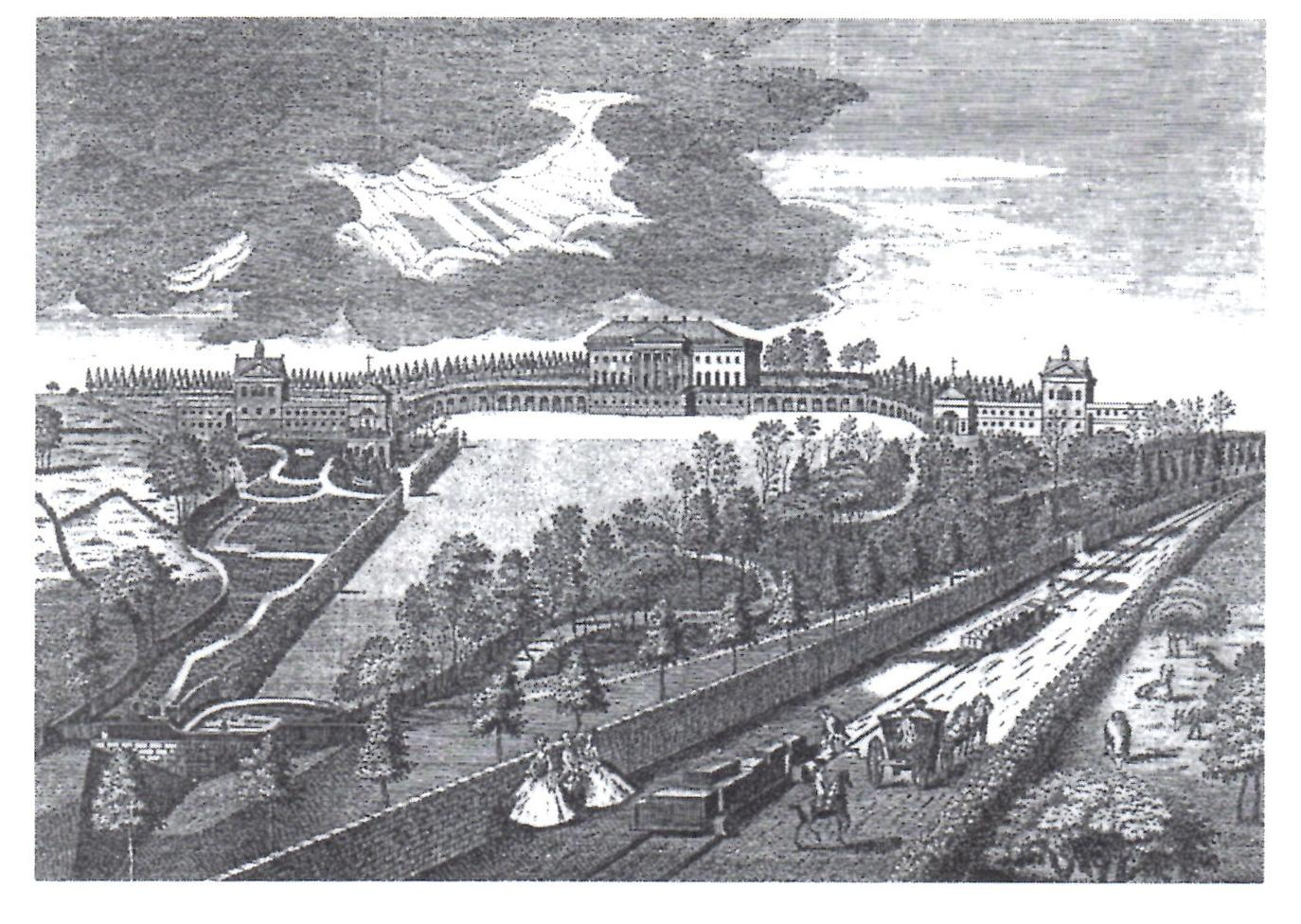
Prior Park um 1750, im Vordergrund Allens Schienenbahn. Kupferstich von Antony Walker

Ralph Allen (* 24. Juli 1693 in St Columb Major in Cornwall; † 29. Juni 1764 in Bath) war ein britischer Unternehmer. Zusammen mit Beau Nash und dem Architekten John Wood dem Älteren trug er wesentlich zum Ausbau von Bath zum mondänen Kurort im 18. Jahrhundert bei.

## Leben
Ralph Allen wurde 1693 in St Columb Major in Cornwall geboren. Er stammte aus einfachen Verhältnissen; seine Eltern betrieben einen kleinen Gasthof in St Blazey. Seine Großmutter führte das Postamt in St Columb Major, wo er schon als Jugendlicher aushalf. Sein Geschick und seine Schlauheit fielen einem Postaufseher auf, so dass er 1708 eine Anstellung im Postamt von Exeter erhielt und 1710 stellvertretender Postmeister von Bath wurde. Mit 19 Jahren wurde er 1712 Postmeister von Bath.
Zu dieser Zeit führten die Postrouten alle über London, und durch diese Verzögerung und durch Korruption war das Postwesen langsam und unzuverlässig. 1720 pachtete Allen vom General Post Office die Cross and Bye Posts und führte ein neues System von direkten Postverbindungen in England und Wales ein. Diese Reform des Postwesens brachte ihm erhebliche Gewinne ein, und er verlängerte jeweils den Pachtvertrag bis zu seinem Tode. Nachdem er so das Postwesen erfolgreich reformiert hatte, kaufte er die bisher als Kleinunternehmen betriebenen Steinbrüche des Bath Stone auf und führte sie als Gesamtunternehmen. Zum Transport der Steinquader baute er eine Schienenbahn, mit der mit Hilfe eines natürlichen Gefälles die Quader von den Steinbrüchen bis nach Bath und zur Verladestelle am Avon transportiert werden konnten. Der Bauboom in Bath im 18. Jahrhundert, bei dem fast alle Neubauten mit Steinen aus Allens Steinbrüchen gebaut wurden, und der Vertrieb der Steine in ganz England machten Allen zu einem der reichsten Männer Englands. Neben seinem großzügigen Stadthaus in Bath ließ er von 1735 bis 1748 von John Wood seinen neuen Landsitz Prior Park errichten. Das aus Bath Stone erbaute Haus liegt auf dem Gipfel eines Hügels und war damit ein weithin sichtbares Symbol für den Wohlstand seines Erbauers, aber auch für die Qualität seiner Steine. Auf einem anderen Hügel südlich von Bath baute er 1762 Sham Castle, eine künstliche Burgruine, die in einer Sichtachse zu seinem Stadthaus liegt.

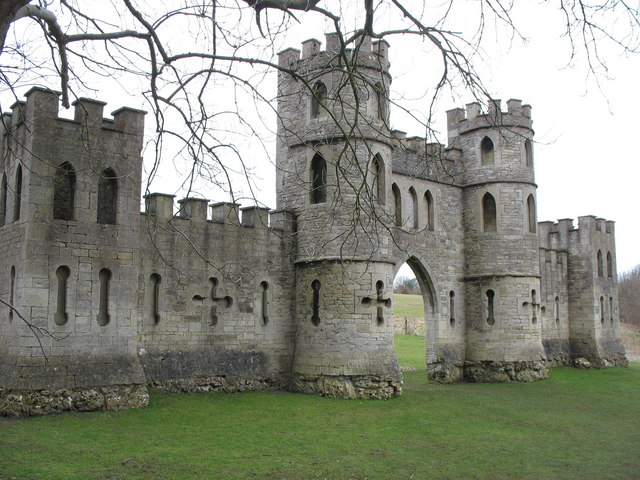
Sham Castle, eine für Ralph Allen 1762 erbaute Folly

Allen zählte zu den einflussreichsten Bürgern Baths. In Prior Park empfing er zahlreiche Gäste, darunter seine Freunde Henry Fielding und Alexander Pope und Staatsmänner wie William Pitt. Bereits 1725 war Allen in den Stadtrat von Bath gewählt worden, im Jahre 1742 war er Bürgermeister von Bath. Er galt als wohltätig und spendete unter anderem für den Bau des Mineral Water Hospital in Bath, des heutigen Royal National Hospital for Rheumatic Disease und für den Neubau des St Bartholomew’s Hospital in London sowohl Geld als auch Steine als Baumaterial.

## Familie
Allen heiratete 1718 Miss Earl, eine uneheliche Tochter seines Förderers George Wade. Seine Frau starb bereits 1722. In zweiter Ehe heiratete er am 24. März 1737 Elizabeth Holder, mit der einen Sohn, Ralph, hatte.
Allen starb nach kurzer Krankheit am 29. Juni 1764 in Bath.

## Sonstiges
Mit der Figur des gütigen Squire Allworthy in seinem Roman Tom Jones setzte Henry Fielding ihm ein literarisches Denkmal.